# NGC 6614
NGC 6614 est une galaxie lenticulaire barrée située dans la constellation du Paon. Sa vitesse par rapport au fond diffus cosmologique est de 4 307 ± 22 km/s, ce qui correspond à une distance de Hubble de 63,5 ± 4,5 Mpc (∼207 millions d'al). NGC 6614 a été découverte par l'astronome britannique John Herschel en 1835.
NGC 6614 est une radiogalaxie à spectre continu (Flat-Spectrum Radio Source).
À ce jour, trois mesures non basées sur le décalage vers le rouge (redshift) donnent une distance égale à 67,667 ± 5,637 Mpc (∼221 millions d'al), ce qui est à l'intérieur des valeurs de la distance de Hubble.

## Groupe d'IC 4765
Selon A. M. Garcia NGC 6614 fait partie du groupe d'IC 4765. Ce groupe de galaxies renferme au moins 31 membres dont trois du New General Catalogue et 19 de l'Index Catalogue.